# Neuilly-en-Vexin
Neuilly-en-Vexin é uma comuna francesa na região administrativa da Ilha de França, no departamento do Vale do Oise. Estende-se por uma área de 2.96 km². Em 2010 a comuna tinha 224 habitantes (densidade: 75,7 hab./km²).